# 林明正 (新黨黨員)
林明正（1978年12月2日—），台灣花蓮縣人，台灣政治人物，新黨青年委員會成員，新黨文宣委員會的副主任委員，抗獨史陣線成員之一。畢業於世新大學觀光事業學系、中國文化大學中國大陸研究所法學碩士，現就讀於中國文化大學史學系博士班。政治立場為統派，支持武力统一與一國兩制。

## 政治生涯
2014年太陽花學運期間持反學運立場，與王炳忠、侯漢廷一同前往立法院抗議學生非法佔領，也曾去台灣大學抗議林飛帆獲獎。
2014年3月12日，與抗獨史陣線到教育部前支持臺灣高中歷史課綱微調案。。
2014年九合一選舉，林明正落選於新北市第七選區市議員選舉。。
2017月8月，在燎原新聞網的專訪表示：「統一唯一的可行方案，就是接受一國兩制才是最好的方案，那接受一國兩制，就是接受中國共產黨與中華人民共和國，這就是現實。」完全彰顯他親中共、反台獨的態度。
2017年12月19日，新黨青年委員會主席王炳忠涉違反《國家安全法》，清晨被帶走，即王炳忠案。新黨新思維中心主任侯漢廷、宣傳部副主任林明正及新闻秘書陳斯俊也被调查局带走。新黨已於當日召開記者會控訴民進黨政府人權迫害。
2018年6月13日，林明正因涉嫌違反國安法與其他4人一同被台北地檢署起訴，2021年4月28日，台北地方法院判决林明正等5人無罪。全案可上訴。2022年5月13日，台灣高等法院二審維持5人無罪的原判。

## 外部連結
- 林明正的Facebook專頁
- YouTube上的林明正頻道

| 新黨三傑 / （新黨四傑）               |
| ------------------------------------- |
| 王炳忠 / 侯漢廷 / 林明正 / （陳斯俊） |